# Ressources (album)
Pour les articles homonymes, voir Ressource.
Albums de Amir
Addictions
(2017) C amir
(2024)
Singles
1. La fête[1],[2]
Sortie : 10 juin 2020
2. On verra bien[3]
Sortie : 2 octobre 2020
3. Carrousel (avec Indila)
Sortie : 8 avril 2021
4. Rétine
Sortie : 1 octobre 2021
5. Ce soir
Sortie : 27 mai 2022
6. J'ai cherché
Sortie : 19 août 2022

Ressources est le troisième album studio du chanteur franco-israélien Amir sorti le 16 octobre 2020,.
Une première réédition de l'album est sortie le 12 novembre 2021. Une deuxième réédition de l'album est sortie le 19 août 2022.

## Singles
La fête est sorti en tant que premier single de l'album le 10 juin 2020,. La chanson a culminé au numéro 149 sur le French Singles Chart. On verra bien est sorti en tant que deuxième single de l'album le 2 octobre 2020. Carrousel est sorti en tant que troisième single de l'album le 8 avril 2021.

## Réception critique
Jonathan Vautrey de Wiwibloggs a déclaré : « Amir a pris une pause de la scène musicale en novembre 2019 pour écrire le prochain chapitre de sa vie, et cela a maintenant abouti à Ressources. [. . . ] » Dans l'ensemble, Amir propose une belle collection de morceaux qui se complètent bien et qui complètent bien son style vocal.

## Clips vidéo
- La fête : 10 juin 2020
- Ma lumière : 17 septembre 2020
- On verra bien : 2 octobre 2020
- Carrousel (avec Indila) : 8 avril 2021
- Rétine : 20 octobre 2021
- Ce soir : 27 mai 2022
- J'ai cherché : 20 novembre 2022

## Liste des pistes
| 1.  | Soi-disant                          | Amir, Nazim                    | Eddy Pradelles, Silvio Lisbonne       | 3:08 |
| 2.  | Toi                                 | Amir, Nazim                    | Assaf Tzrouya, Pierre-Laurent Faure   | 3:37 |
| 3.  | La fête                             | Amir, Nazim                    | Assaf Tzrouya                         | 3:12 |
| 4.  | Carrousel (avec Indila)             | Amir, Indila, Jérémy Frérot    | Skalpovich, Renaud Rebillaud          | 3:38 |
| 5.  | On verra bien                       | Amir, Freddie Marche           | Fred Savio                            | 3:10 |
| 6.  | À l'envers                          | Nazim                          | Clément Libes                         | 3:14 |
| 7.  | Ma lumière                          | Amir, Elad Trabelsi, Nazim     | Tiery F                               | 3:44 |
| 8.  | Douce guerrière                     | Amir, Jérémy Frérot            | Renaud Rebillaud                      | 4:05 |
| 9.  | Pardonnez-moi                       | Nazim                          | Pierre-Laurent Faure, Silvio Lisbonne | 3:28 |
| 10. | Entre gifle et caresse              | Nazim                          | Nazim, Pierre-Laurent Faure           | 3:10 |
| 11. | Passer (feat. Idan Raichel Project) | Nazim                          | Eddy Pradelles                        | 3:20 |
| 12. | Le C                                | Amir, Nazim                    | Clément Libes                         | 3:32 |
| 13. | Daphné                              | Amir, 7 Jaws, Renaud Rebillaud | Renaud Rebillaud                      | 3:31 |
| 14. | Paradis                             | Nazim                          | Eddy Pradelles                        | 3:25 |
| 15. | Comme il faut (avec Céphaz)         | Nazim                          | Eddy Pradelles, Silvio Lisbonne       | 2:59 |
| 16. | Fous (feat. 7 Jaws & Bambino)       | Amir, 7 Jaws, Freddie Marche   | Fred Savio                            | 3:15 |
| 17. | Cette homme                         | Nazim                          | Eddy Pradelles                        | 3:51 |
| 18. | À la maison                         | Jérémy Frérot, Nazim           | Renaud Rebillaud                      | 3:42 |

| 1. | Rétine                        | Amir, Nazim                                                        | Stav Beger                                  | 3:30 |
| 2. | Ce soir                       | Amir, Nazim                                                        | Stav Beger                                  | 3:30 |
| 3. | 1+1 (feat. Sia & Banx & Ranx) | Amir, Sia, Jesse Shatkin, Zacharie Raymond, Yannick Rastogi, Nazim | Jesse Shatkin, Banx & Ranx, Silvio Lisbonne | 3:16 |
| 4. | Malgré moi                    | Amir                                                               | Stav Beger                                  | 3:05 |
| 5. | Mec normal                    | Amir, Nazim                                                        | Eddy Pradelles                              | 2:27 |
| 6. | Si tu rentrais                | Amir, Carla Bruni, Igit                                            | Assaf Tzrouya                               | 2:38 |
| 7. | Oubliée                       | Amir, Nazim                                                        | Stav Beger                                  | 3:14 |
| 8. | À l'envers 1.0                | Amir, Nazim                                                        | Assaf Tzrouya                               | 3:06 |

| 1. | J'ai cherché         |  |  | 3:49 |
| 2. | Sors de ma tête      |  |  | 3:31 |
| 3. | Les rues de ma peine |  |  | 2:58 |
| 4. | À ta manière         |  |  | 3:26 |
| 5. | Carrousel            |  |  | 3:00 |
| 6. | Au cœur de moi       |  |  | 3:06 |
| 7. | À l'envers           |  |  | 2:59 |
| 8. | Lune                 |  |  | 2:55 |

## Titres certifiés en France
- La Fête  Platine[14]
- Carrousel (avec Indila)  Or[15]
- Rétine Platine[16]
- 1+1 (feat. Sia & Banx & Ranx) Platine[17]
- Ce soir  Or[18]

## Classements
| Classements (2020)           | Meilleure position |
| ---------------------------- | ------------------ |
| Belgique (Wallonie Ultratop) | 8                  |
| France (SNEP)                | 5                  |
| Suisse (Schweizer Hitparade) | 24                 |

| Classements (2020)           | Position |
| ---------------------------- | -------- |
| Belgique (Wallonie Ultratop) | 123      |
| France (SNEP)                | 33       |
| France (SNEP Physique)       | 28       |

| Classements (2021)           | Position |
| ---------------------------- | -------- |
| Belgique (Wallonie Ultratop) | 106      |
| France (SNEP)                | 64       |

## Certification
| Région | Certification | Ventes/Streams |
| --- | ------------- | -------------- |
| France (SNEP) | 2 × Platine   | 200 000‡       |
| *Ventes selon la certification ^Mise en rayon selon la certification xNon précisé par la certification ‡ventes/streaming selon la certification |               |                |